# Sindrome di Weaver
La sindrome di Weaver o sindrome di Weaver-Smith è una malattia genetica rara a trasmissione autosomica dominante caratterizzata da una crescita eccessiva fin da prima della nascita (macrosomia fetale) e da un ritardo mentale generalmente lieve.

## Epidemiologia e storia
La malattia è stata descritta per la prima volta dal genetista David Weaver nel 1974; sembra colpire circa un individuo ogni 15 000, con un'incidenza paragonabile a quella della sindrome di Sotos (simile alla sindrome di Weaver anche in termini fenotipici).

## Eziologia
Nel 2011 si è scoperto che i soggetti affetti dalla sindrome di Weaver presentano una mutazione genetica del gene EZH2 sul braccio lungo del cromosoma 7, in corrispondenza del locus genico 7q36. EZH2 codifica per un'Istone-lisina N-metiltransferasi e una sua alterazione è associata alla macrosomia (in particolare quella fetale), in quanto tale mutazione inibisce l'attività di repressione della trascrizione genica che il gene non alterato svolge. EZH2 ha un ruolo fondamentale anche nella sopravvivenza delle cellule staminali e nella loro differenziazione, promuovendo i processi di osteogenesi, miogenesi, linfopoiesi ed ematopoiesi.
La sindrome sembra comunque essere associata, in alcuni casi, ad una mutazione a carico del gene NSD1 sul braccio lungo del cromosoma 5, situato nel locus genico 5q35. Anche questo gene regolerebbe la trascrizione genica fin dagli stadi embrionali dell'individuo.
La maggior parte degli affetti dalla malattia non ha una storia familiare positiva, bensì presenta una mutazione sporadica.

## Clinica

### Segni e sintomi
Fin da bambini gli affetti dalla sindrome di Weaver presentano svariati tra i seguenti segni clinici:
- Macrocefalia
- Aumento del diametro della fronte
- Osso occipitale appiattito
- Prolabio allungato
- Retrognazia e micrognazia
- Viso arrotondato, specie durante l'infanzia
- Anomalie nella conformazione del mento
- Orecchie grandi
- Strabismo
- Epicanto
- Ipertelorismo oculare
- Rime palpebrali oblique
- Ipotonia o più raramente ipertonia muscolare

Caratteristiche meno frequenti e meno peculiari della sindrome, ma pur sempre con un'incidenza maggiore che nella popolazione generale, sono pelle in eccesso, unghie fragili, capelli fragili, costole corte, epilessia, disturbi del comportamento, difficoltà nello sviluppo del linguaggio, limitato angolo di abduzione di ginocchia e gomiti, camptodattilia e una voce molto profonda, con fonazione mal articolata. Fin dalla prima infanzia si osservano difficoltà nella deambulazione e nel mantenere la posizione seduta; anche la coordinazione motoria è scarsa. È spesso presente un ritardo mentale lieve.

### Diagnosi differenziale
La sindrome di Weaver presenta grandi analogie a livello di fenotipo con la sindrome di Sotos: crescita eccessiva nella prima infanzia, età ossea superiore all'età biologica dell'individuo, importante macrocefalia e ritardo mentale sono infatti segni in comune tra queste due patologie. Inoltre alcune mutazioni del gene NSD1 sono responsabili della sindrome di Weaver, mentre altre a carico dello stesso gene causano la sindrome di Sotos.
Tuttavia, la sindrome di Weaver si differenzia per ampiezza della fronte e del viso, per ipertelorismo degli occhi, per prolabio molto ampio, per anomalie del mento e per un indice di invecchiamento osseo superiore a livello del carpo che a livello del metacarpo e delle falangi della mano.

## Trattamento
L'approccio terapeutico è multidisciplinare e coinvolge aspetti di competenza pediatrica, neurologica, ortopedica e genetica; difetti particolarmente gravi a livello scheletrico possono essere corretti con appositi interventi chirurgici; la fisioterapia può essere utile per ridurre l'eventuale ipotono muscolare associato alla sindrome; la logopedia può diminuire le difficoltà nella fonazione e la disartria.

## Prognosi
Un trattamento adeguato permette agli affetti dalla sindrome di Weaver di avere un'aspettativa di vita normale; anche il ritardo mentale e i problemi motori, in presenza di un approccio terapeutico mirato fin dall'infanzia, in genere non risultano invalidanti in età adulta; la statura finale dell'individuo, nonostante la macrosomia infantile, tende ad essere normale, nonostante la donna più alta del mondo nel 2021 (215.16 cm) Rumeysa Gelgi sia affetta da questa sindrome.